# Communauté de communes de Lacq-Orthez
La communauté de communes de Lacq-Orthez (ou CCLO) est une communauté de communes française, située dans le département des Pyrénées-Atlantiques en région Nouvelle-Aquitaine.

## Historique
Le 7 septembre 2012, le principe de la fusion de la communauté de communes de Lacq, de celle du canton d'Orthez et l'intégration de la commune de Bellocq est adopté. 
Après accord des conseils municipaux des communes concernées, le préfet des Pyrénées-Atlantiques prend un arrêté le 30 mai 2013 crée la communauté de communes de Lacq-Orthez au 1er janvier 2014,.
En 2024, Urdès fusionne au sein de Lacq, qui devient une commune nouvelle, réduisant de ce fait le nombre de communes associées de l'intercommunalité à 60.

## Territoire communautaire

### Géographie
Située au nord  du département des Pyrénées-Atlantiques, la communauté de communes de Lacq-Orthez regroupe 60 communes et présente une superficie de 730,1 km2.

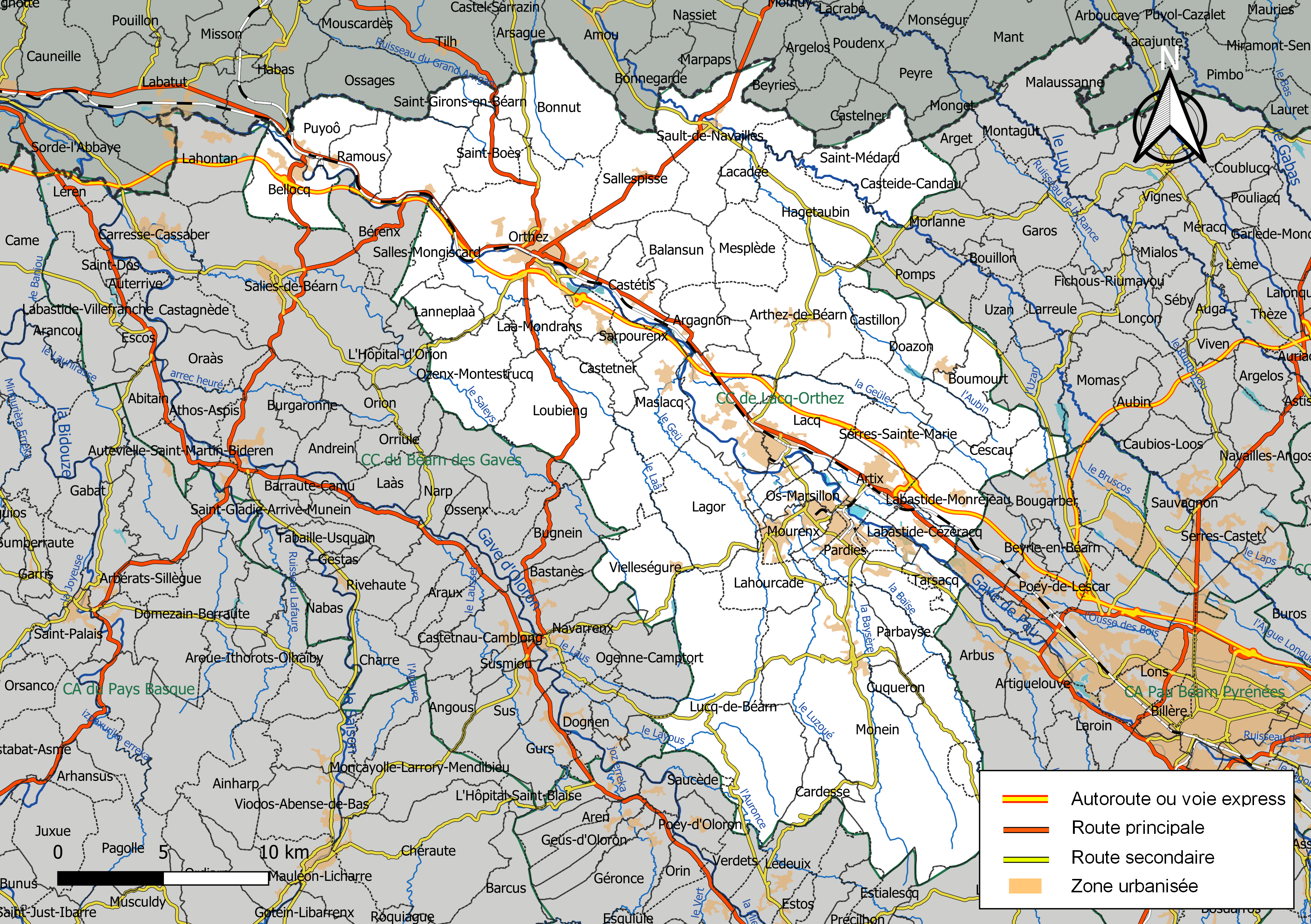
Carte de la communauté de communes de Lacq-Orthez au 1er janvier 2019.

### Composition

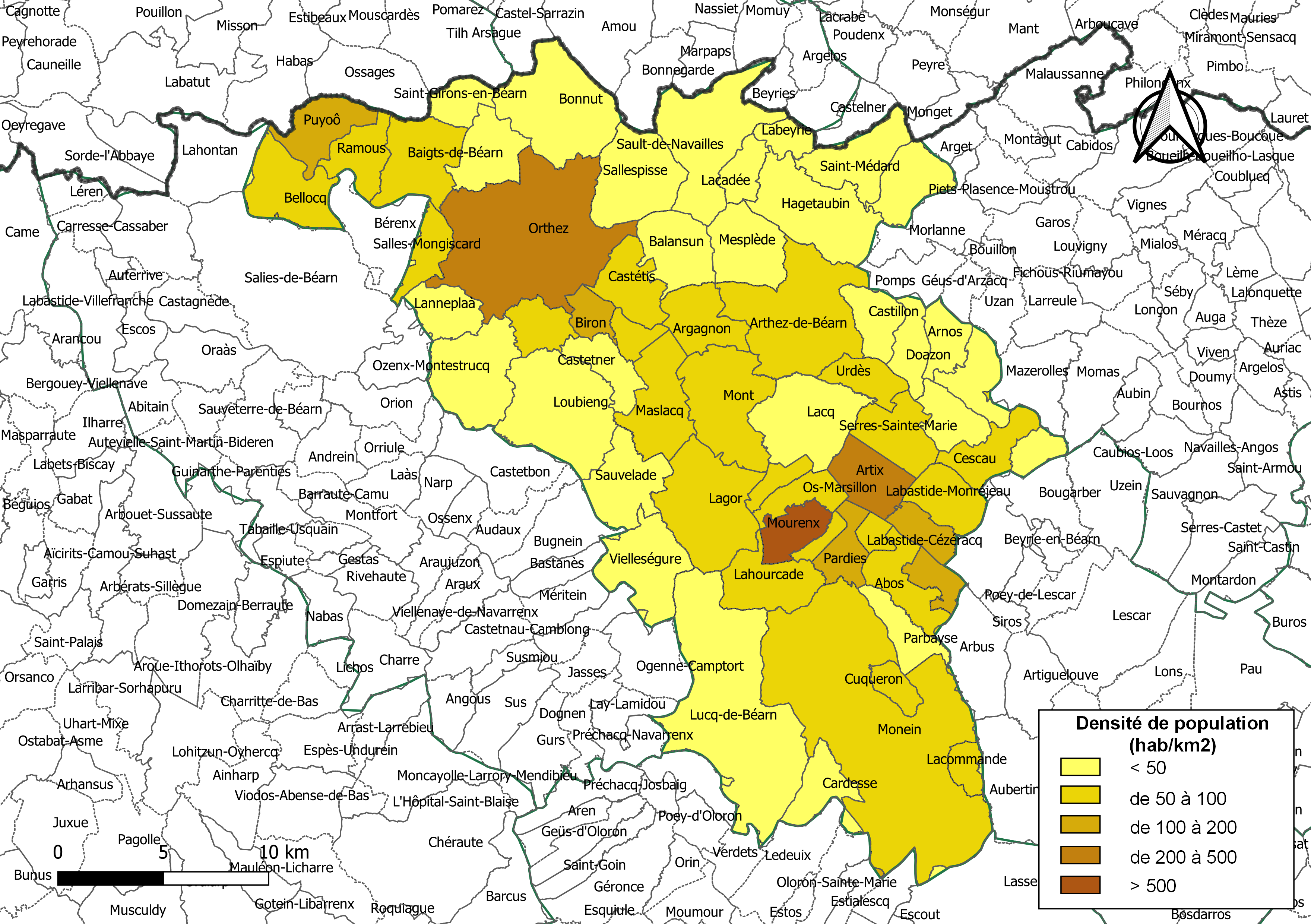
Carte des densités de population (millésimée 2016) des communes de la communauté de communes de Lacq-Orthez. Composition en communes au 1er janvier 2019.

Intercommunalités des Pyrénées-Atlantiques depuis 2018.

En 2024, la communauté de communes est composée des  60 communes suivantes, après la constitution de la commune nouvelle de Lacq :

| Nom                                | Code Insee | Gentilé                   | Superficie (km2) | Population (dernière pop. légale) | Densité (hab./km2) |
| ---------------------------------- | ---------- | ------------------------- | ---------------- | --------------------------------- | ------------------ |
| Mourenx (siège)                    | 64410      | Mourenxois                | 6,34             | 5 744 (2022)                      | 906                |
| Abidos                             | 64003      | Abidosiens                | 3,06             | 215 (2022)                        | 70                 |
| Abos                               | 64005      | Abosiens                  | 8,45             | 522 (2022)                        | 62                 |
| Argagnon                           | 64042      | Argagnonais               | 9,33             | 699 (2022)                        | 75                 |
| Arnos                              | 64048      | Arnosiens                 | 5,69             | 134 (2022)                        | 24                 |
| Arthez-de-Béarn                    | 64057      | Arthéziens                | 27,92            | 1 829 (2022)                      | 66                 |
| Artix                              | 64061      | Artisiens                 | 9,11             | 3 446 (2022)                      | 378                |
| Baigts-de-Béarn                    | 64087      | Batchois                  | 13,53            | 867 (2022)                        | 64                 |
| Balansun                           | 64088      | Balansenais               | 10,73            | 313 (2022)                        | 29                 |
| Bellocq                            | 64108      | Bellocquais               | 12,65            | 911 (2022)                        | 72                 |
| Bésingrand                         | 64117      | Bésingrandais             | 2,29             | 146 (2022)                        | 64                 |
| Biron                              | 64131      | Bironnais                 | 4                | 607 (2022)                        | 152                |
| Bonnut                             | 64135      | Bonnutiens                | 22,01            | 801 (2022)                        | 36                 |
| Boumourt                           | 64144      | Boumourtais               | 8,03             | 156 (2022)                        | 19                 |
| Cardesse                           | 64165      | Cardessiens               | 7,67             | 294 (2022)                        | 38                 |
| Casteide-Cami                      | 64171      | Castéidiens               | 6,8              | 271 (2022)                        | 40                 |
| Casteide-Candau                    | 64172      | Candau-Casteidois         | 9,24             | 293 (2022)                        | 32                 |
| Castétis                           | 64177      | Castétisiens              | 9,06             | 644 (2022)                        | 71                 |
| Castetner                          | 64179      | Castetnerois              | 6,56             | 137 (2022)                        | 21                 |
| Castillon (près d'Arthez-de-Béarn) | 64181      |                           | 6,71             | 336 (2022)                        | 50                 |
| Cescau                             | 64184      | Cescalois                 | 7,98             | 624 (2022)                        | 78                 |
| Cuqueron                           | 64197      | Cuqueronnais              | 3,48             | 189 (2022)                        | 54                 |
| Doazon                             | 64200      | Doazonnais                | 6,14             | 184 (2022)                        | 30                 |
| Hagetaubin                         | 64254      | Hagetaubinois             | 18,84            | 570 (2022)                        | 30                 |
| Laà-Mondrans                       | 64286      | Laà-Mondrannais           | 6,1              | 428 (2022)                        | 70                 |
| Labastide-Cézéracq                 | 64288      | Labastidiens-Cézéracquois | 5,01             | 582 (2022)                        | 116                |
| Labastide-Monréjeau                | 64290      | Lahòriens                 | 8,19             | 594 (2022)                        | 73                 |
| Labeyrie                           | 64295      | Labeyriens                | 3,69             | 106 (2022)                        | 29                 |
| Lacadée                            | 64296      | Lacadéens                 | 4,81             | 145 (2022)                        | 30                 |
| Lacommande                         | 64299      | Lacommandais              | 3,33             | 175 (2022)                        | 53                 |
| Lacq                               | 64300      | Lacquois                  | 22,94            | 1 034 (2022)                      | 45                 |
| Lagor                              | 64301      | Lagoriens                 | 20,97            | 1 134 (2022)                      | 54                 |
| Lahourcade                         | 64306      | Lahourcadais              | 10,94            | 710 (2022)                        | 65                 |
| Lanneplaà                          | 64312      | Lanneplanais              | 7,26             | 303 (2022)                        | 42                 |
| Loubieng                           | 64349      | Loubiengeois              | 23,43            | 493 (2022)                        | 21                 |
| Lucq-de-Béarn                      | 64359      | Lucquois                  | 48,77            | 926 (2022)                        | 19                 |
| Maslacq                            | 64367      | Maslacquais               | 13,33            | 888 (2022)                        | 67                 |
| Mesplède                           | 64382      | Mesplédois                | 11,47            | 328 (2022)                        | 29                 |
| Monein                             | 64393      | Moneinchons               | 80,84            | 4 436 (2022)                      | 55                 |
| Mont                               | 64396      | Montais                   | 18,24            | 1 136 (2022)                      | 62                 |
| Noguères                           | 64418      | Noguèriens                | 1,95             | 125 (2022)                        | 64                 |
| Orthez                             | 64430      | Orthéziens                | 45,86            | 10 836 (2022)                     | 236                |
| Os-Marsillon                       | 64431      | Os-Marsillonnais          | 5,45             | 548 (2022)                        | 101                |
| Ozenx-Montestrucq                  | 64440      | Ozenxois                  | 16,34            | 378 (2022)                        | 23                 |
| Parbayse                           | 64442      | Parbaysiens               | 6,46             | 321 (2022)                        | 50                 |
| Pardies                            | 64443      | Pardisiens                | 5,82             | 920 (2022)                        | 158                |
| Puyoô                              | 64461      | Puyolais                  | 9,32             | 1 089 (2022)                      | 117                |
| Ramous                             | 64462      | Ramousiens                | 7,58             | 484 (2022)                        | 64                 |
| Saint-Boès                         | 64471      | Saint-Boesiens            | 9,49             | 370 (2022)                        | 39                 |
| Saint-Girons-en-Béarn              | 64479      | Saint-Gironnais           | 5,2              | 179 (2022)                        | 34                 |
| Saint-Médard                       | 64491      | Saint-Médardais           | 11,26            | 198 (2022)                        | 18                 |
| Salles-Mongiscard                  | 64500      | Sallois                   | 5,84             | 312 (2022)                        | 53                 |
| Sallespisse                        | 64501      | Sallespissiens            | 15,18            | 585 (2022)                        | 39                 |
| Sarpourenx                         | 64505      | Sarpourenois              | 3,35             | 290 (2022)                        | 87                 |
| Sault-de-Navailles                 | 64510      | Saultois                  | 22,26            | 944 (2022)                        | 42                 |
| Sauvelade                          | 64512      | Sauveladais               | 11,86            | 276 (2022)                        | 23                 |
| Serres-Sainte-Marie                | 64521      | Serrois                   | 9,49             | 601 (2022)                        | 63                 |
| Tarsacq                            | 64535      | Tarsacquais               | 4,23             | 543 (2022)                        | 128                |
| Viellenave-d'Arthez                | 64554      | Viellenavais              | 3,92             | 227 (2022)                        | 58                 |
| Vielleségure                       | 64556      | Vielleségurois            | 14,31            | 381 (2022)                        | 27                 |

### Démographie
| 1968   | 1975   | 1982   | 1990   | 1999   | 2010   | 2015   | 2021   |
| ------ | ------ | ------ | ------ | ------ | ------ | ------ | ------ |
| 51 573 | 50 674 | 50 779 | 49 270 | 49 656 | 53 155 | 53 306 | 52 909 |

## Organisation

### Siège
Le siège de la communauté de communes est à Mourenx, Hôtel de la Communauté, Rond-Point des Chênes

### Élus
La communauté de communes est administrée par son conseil communautaire, composé pour la mandature 2020-2026, de 96 conseillers municipaux représentant chacune des  communes membres  et répartis en fonction de leur population dans le cadre d'un accord local, de manière suivante :

- 13 délégués pour Orthez ;

- 7 délégués pour Mourenx ;

- 5 délégués pour Monein ;

- 4 délégués pour Artix ;

- 2 délégués pour Arthez-de-Béarn, Lagor, Puyoô , Mont, Lucq-de-Béarn, Maslacq, Bellocq, Baigts-de-Béarn, Sault-de-Navailles et Pardies, ;

- 1 délégué ou son suppléant pour les autres communes.
Au terme des élections municipales de 2020 dans les Pyrénées-Atlantiques, le conseil communautaire du 11 juillet 2020 a élu son nouveau président, Patrice Laurent, maire de  Mourenx ainsi que ses 15 vice-présidents, qui sont : 
1. Jean-Marie Bergeret-Tercq, maire d'Artix, chargé de l'économie, du foncier et de l'urbanisme ;
2. Emmanuel Hanon, maire d'Orthez, chargé des finances et du budget ;
3. Michel Labourdette, maire de Puyoô, chargé des ressources humaines ;
4. Didier Rey, maire de Lacq, chargé de l'industrie ;
5. Fabienne Costedoat, élue de Arthez et conseillère départementale, chargée de la santé et de l'environnement ;
6. Christian Léchit, maire d'Urdès, chargé de l'administration générale et du commerce ;
7. Christian Lombart, maire-adjoint de Monein, chargé de l'enseignement supérieur et de la gestion des risques ;
8. Nadia Grammontin, maire de Castetner, chargée de la petite enfance et de l'enseignement ;
9. Henri Poustis, maire de Castétis, chargé des marchés publics et du SDIS ;
10. Gérard Ducos, maire de Serres-Sainte-Marie, chargé des bâtiments et du tourisme ;
11. Michel Olivé, élu de Lucq-de-Béarn, chargé de la mobilité et de l'habitat ;
12. Francis Larroque, maire de Loubieng, chargé de la voirie et des espaces verts ;
13. Robert Haget, élu de Pardies, chargé des frastructures ;
14. Marlène Le Dieu de Ville, conseillère municipale de Lagor, chargée de l'économie numérique et de la culture ;
15. Régis Cassaroumé, maire de Mesplède, chargé des déchets.

Ensemble avec 6 autres membres, ils forment le bureau communautaire pour la mandature 2020-2026.

### Liste des présidents
| Période          | Période                       | Identité               | Étiquette | Qualité |
| ---------------- | ----------------------------- | ---------------------- | --------- | --- |
| 1er janvier 2014 | 16 janvier 2014               | David Habib            | PS        | Cadre d'entreprise Maire de Mourenx (1995 → 2014) Président de l'ex-CC de Lacq (2002 → 2014) Député des Pyrénées-Atlantiques (3e circ.) (2002 → ) |
| janvier 2014     | juillet 2020                  | Jacques Cassiau-Haurie | PS        | Maire de Biron (2008 → ) Conseiller général de Lagor (2002 → 2015)                                                                                |
| juillet 2020     | En cours (au 10 juillet 2020) | Patrice Laurent        | DVG       | Technicien en recherche et développement Maire de Mourenx (2014 → )                                                                               |

### Compétences
L'intercommunalité exerce les compétences qui lui ont été transférées par les communes membres, dans les conditions déterminées par le code général des collectivités territoriales. Il s'agit de : 
- Aménagement de l'espace : schéma de cohérence territoriale (SCoT) et schéma de secteur.
- Développement économique : zones d'activité,  politique locale du commerce et soutien aux activités commerciales d’intérêt communautaire, promotion du tourisme, dont la création d’un office du tourisme ;
- Gestion des milieux aquatiques et prévention des inondations (GEMAPI) ;
- Aires d’accueil des gens du voyage et aire de grand passage pour les gens du voyage, ;
- Collecte et traitement des déchets des ménages et déchets assimilés ;
- Environnement et soutien aux actions de maîtrise de la demande d’énergie : soutien financier aux actions de maitrise de la demande d’énergie et aménagement/entretien des sentiers de randonnée.
- Politique du logement et du cadre de vie : programme local de l’habitat (PLH), politique du logement social d’intérêt communautaire, actions en faveur du logement des personnes défavorisées, participation au capital de sociétés d’économie mixte locales (SEML) et sociétés publiques locales (SPL) en lien avec les compétences de la communauté ;
- Voirie d’intérêt communautaire ;
- Équipements culturels d’intérêt communautaire : centre culturel multimédia le Mi[x], manifestations culturelles en lien avec cet équipement ;
- Action sociale d’intérêt communautaire :accueil des enfants de 0 à 4 ans, à l'exclusion de l'accueil périscolaire et des accueils de loisirs sans hébergement (ALSH), centre local d’information et de coordination (CLIC) ;
- Instruction des autorisations d’occupation du sol et aide technique et financière à l’élaboration, au suivi et à la révision des cartes communales et des plans locaux d’urbanisme ;
- transport à la demande, réseau de cyber bases,;
- Aménagement numérique du territoire ;
- Crématorium ;
- Schéma d’aménagement linguistique ;
- Aide aux devoirs en faveur des écoliers et collégiens, aides financières en faveur des étudiants de l’enseignement supérieur, participation financière au transport scolaire des écoliers, collégiens et lycéens, aide à l’accès des élèves des écoles primaires aux équipements sportifs et culturels, soutien aux projets pédagogiques des écoliers, collégiens et lycéens ;
- Création et gestion d’un pôle lecture,
- Aide technique aux dispositifs d’information, de planification et de prévention des risques technologiques et naturels à l’échelle communautaire (PPRT, PPRI, plans communaux de sauvegarde),
- Contingent incendie,
- Soutien aux manifestations sportives et culturelles, soutien financier des clubs sportifs professionnels de basket.

### Régime fiscal et budget
La communauté de communes est un établissement public de coopération intercommunale à fiscalité propre.
Afin de financer l'exercice de ses compétences, l'intercommunalité perçoit la fiscalité professionnelle unique (FPU) – qui a succédé à la taxe professionnelle unique (TPU) – et assure une péréquation de ressources entre les communes résidentielles et celles dotées de zones d'activité.
Elle ne verse pas de dotation de solidarité communautaire (DSC) à ses communes membres.

## Galerie

### Identité visuelle

Ancien logotype utilisé par la communauté de communes jusqu'en 2022.
Logotype actuel de la communauté de communes utilisé depuis le 1er janvier 2023[13].